# Свети великомученици прњаворски
Свети Великомученици прњаворски се славе као подсећање на пострадале становнике Прњавора у Првом светском рату.

## Прњаворски погром
Августовских дана 1914. године Аустро-угарска војска је прешла Дрину код Самуровића аде и ушла у Прњавор. У тим данима почињен је стравичан покољ над мештанима Прњавора, који је, указом краља Александра, одликован за храброст Орденом Карађорђеве звезде са мачевима четвртог реда. У Спомен-костурници, поред цркве Светог пророка Илије, похрањене су кости 365 мученика, који су пострадали у кући Милутиновића, на железничкој станици у Лешници и прњаворској основној школи.

## Канонизација
Црквени одбор Прњавор је крајем 2012. године је дао предлог преко Епископа Лаврентија, да се мученици прњаворски уврсте у диптих Светих. На стогодишњицу од почетка Великог рата, 2014. године, црква је канонизовала Великомученике и благословила да се славе 30. децембра.
Божидар Пантовић, професор ликовне културе из Прњавора а родом из Бијелог Поља, насликао је икону Светих Великомученика прњаворских и приложио је храму.